# 고토 모토쓰구

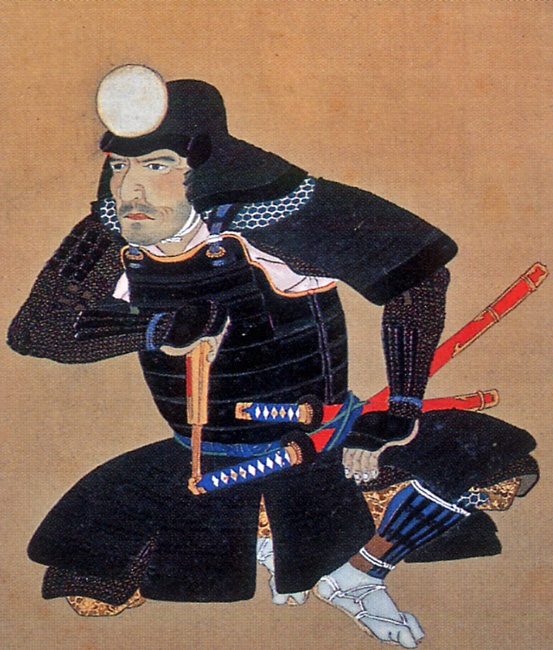
고토 마타베 모토쓰구

고토 모토쓰구(일본어: 後藤基次, 에이로쿠 3년 음력 4월 10일(1560년 5월 5일) ~ 게이초 20년 음력 5월 6일(1615년 6월 2일))는 아즈치모모야마 시대부터 에도 시대 초기까지의 무장겸 무사이다. 구로다씨, 도요토미씨의 가신. 통칭 마타베(又兵衛)로 더 유명하다. 구로다 요시타카, 구로다 나가마사, 도요토미 히데요리에게 종사하여 수많은 전공을 세웠다. 구로다 이십사기, 구로다 팔호 중 한명.
오사카 전투에서 도요토미 히데요리군 장수로 참전해서 도쿠가와 이에야스군 다이묘로 참전한 다테 마사무네와 싸우다 전사했다.